# مولد، فلینتشر
مولد (به انگلیسی: Mold) یک شهرک در ولز است که در فلینتشر واقع شده‌است. مولد ۱۰٬۰۵۸ نفر جمعیت دارد.